# Rebecca Pauly
Rebecca Pauly (* 28. Mai 1954 in Lyon) ist eine französische Schauspielerin.

## Wirken
Ihr kurzes Filmdebüt gab sie in einem 1976 entstandenen französischen Kurzfilm Les Derniers beaux jours. Danach hatte sie verschiedene Rollen in diversen Fernsehserien in Frankreich. Bekannt wurde sie vor allem dann 1982 in der Rolle der Joan in dem auch international beachteten Film Der Stand der Dinge von Wim Wenders.

## Filme (Auswahl)
- 1980: Die Reise nach Lyon
- 1982: Der Stand der Dinge
- 1983: Tage im Hotel
- 1984: Fluchtpunkte (Point de fuite)
- 1984: Der Beginn aller Schrecken ist Liebe
- 1987: Peng! Du bist tot
- 1990: Herzflattern (Near Mrs.)
- 1991: Paris Tango – Alles dreht sich um die Liebe (Road to Ruin)
- 1999: Die neun Pforten (The Ninth Gate)

## Auszeichnungen
- 1987: Deutscher Filmpreis (Lola) in der Kategorie Beste Darstellerin für die Verkörperung der Andrea Flanegan in Peng! Du bist tot.[1]